# Shawn Glover
Shawn Derrick Glover (Dallas, 25 settembre 1990) è un cestista statunitense.

## Palmarès
- Coppa di Danimarca: 1

Bakken Bears: 2016